# Francesco Gonzaga (1538-1566)
Francesco Gonzaga (Palermo, 6 de diciembre de 1538 – Roma, 6 de enero de 1566) fue un cardenal italiano de la Iglesia católica y Protonotario apostólico. Recibió la púrpura cardenalicia de manos del papa Pío IV en el año 1561.

## Biografía
Francesco Gonzaga nació en Palermo el 6 de diciembre de 1538, hijo de Ferrante Gonzaga (miembro de la Casa de Gonzaga) e Isabella di Capua. Su padre era en ese momento virrey de Palermo. Era sobrino del cardenal Hércules Gonzaga y de Federico II Gonzaga. Su hermano Giovanni Vincenzo Gonzaga también se convirtió en cardenal.
Cuando Ferrante murió en 1557, Hércules Gonzaga pasó a ser tutor y el joven humanista mantuano y futuro jesuita Antonio Possevino se convirtió en tutor de los hermanos. Estudió derecho de joven.  En 1538 fue nombrado arcipreste de Guastalla .  El 26 de febrero de 1560 se convirtió en protonotario apostólico.
El Papa Pío IV lo nombró cardenal diácono en el consistorio del 26 de febrero de 1561.  Recibió el capelo rojo y la diaconía de San Nicola in Carcere el 10 de marzo de 1561.  El Papa lo nombró legado papal en la Campagne y Provincia Marítima . 
El 2 de marzo de 1562 fue elegido arzobispo de Cosenza con dispensa por no haber alcanzado la edad canónica ; fue nombrado administrador de la sede. 
El 16 de julio de 1562 optó por San Lorenzo in Lucina , iglesia titular declarada diaconía pro illa vice .  Optó por la orden de cardenales sacerdotes el 1 de marzo de 1564 y San Lorenzo in Lucina recuperó su estatus de iglesia titular en ese momento.  Renunció al gobierno de la archidiócesis de Cosenza en algún momento antes del 12 de enero de 1565.  El 5 de mayo de 1565 fue elegido obispo de Mantua con dispensa por no haber alcanzado la edad canónica. 
Participó en el cónclave papal de 1565-66 que eligió al Papa Pío V.  Murió durante el cónclave, en Roma , el 6 de enero de 1566. Fue enterrado en San Lorenzo in Lucina. 